# Saissetia zanthoxylum
Saissetia zanthoxylum är en insektsart som först beskrevs av Hempel 1900.  Saissetia zanthoxylum ingår i släktet Saissetia och familjen skålsköldlöss. Inga underarter finns listade i Catalogue of Life.